# Swinderby
Swinderby är en ort och civil parish i Storbritannien.   Den ligger i grevskapet Lincolnshire och riksdelen England, i den sydöstra delen av landet, 190 km norr om huvudstaden London. Swinderby ligger 17 meter över havet och antalet invånare är 773.
Terrängen runt Swinderby är platt. Runt Swinderby är det ganska tätbefolkat, med 108 invånare per kvadratkilometer. Närmaste större samhälle är Lincoln, 12,4 km nordost om Swinderby. Trakten runt Swinderby består till största delen av jordbruksmark.